# جيرالد برادي
جيرالد برادي (بالإنجليزية: Gerald Brady)‏ هو سياسي أمريكي، ولد في 9 يوليو 1956. حزبياً، نشط في الحزب الديمقراطي.